# North Fond du Lac, Wisconsin
North Fond du Lac là một làng thuộc quận Fond du Lac, tiểu bang Wisconsin, Hoa Kỳ. Năm 2006, dân số của làng này là 4557 người.